# 천이 (1883년)

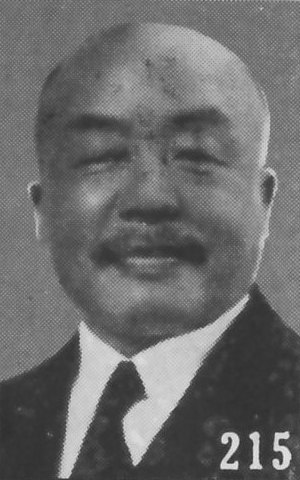

천이(중국어: 陳儀, 병음: Chén Yí; 자는 공협(公俠)과 후에 공흡(公洽), 호는 퇴소(退素); 1883년 5월 3일 – 1950년 6월 18일)는 일본 제국이 중화민국에 항복한 후 타이완성의 행정장관 겸 대만 경비총사령을 역임한 중국의 군인이자 정치인이다. 그는 1945년 10월 25일 타이베이 중산당에서 연합국을 대신하여 일본의 항복문서를 받았다. 그는 대만인과 외성인 사이의 긴장을 제대로 관리하지 못하여 1947년 2·28 사건을 초래했고, 이로 인해 18,000명에서 28,000명이 사망하여 해임되었다고 평가받는다. 1948년 6월, 그는 저장성 주석으로 임명되었으나, 중국공산당에 항복하려던 계획이 발각되어 해임되고 체포되었다. 그는 1950년 타이베이시에서 사형을 선고받고 총살당했다.

## 어린 시절과 교육
천이는 저장성 사오싱시에서 태어났다. 치우시 학원(현재 저장 대학)에서 공부한 후, 1902년에 일본의 사관학교에서 7년간 유학했다. 일본에서 그는 광복회에 가입했다. 1917년에 일본으로 돌아가 3년간 군사 대학에서 공부한 후, 상하이시에 거주했다. 그는 "친일파"였다고 전해진다.:251
그는 첫 번째 총참의이자 저장성 성장이었다 (1925년 10월부터).
그는 군벌 쑨촨팡의 부관이었으나, 1927년에 장제스의 군대에 합류했다.:60 천이는 또한 국민혁명군 제19로군의 사령관이기도 했다. 1927년 이후, 그는 군정부(軍政部)에서 상하이 병기창 책임자, 육군차관으로 일했으며, 1934년부터 푸젠성 주석과 중화민국 행정원 비서장을 지냈다.

## 천이와 푸젠성
천이는 1934년부터 8년간 푸젠성 성장을 역임했다.:252 대만 해협을 바로 건너편에 위치하며 대만 인구의 상당 부분이 이주해 온 푸젠성에서의 경험은 전쟁 말기 천이가 대만 통제를 맡게 된 결정적인 요인으로 작용했다.
푸젠성 주석으로서 그는 푸젠 사변 동안 제19로군을 해체하는 임무를 맡았다.
그의 정부 기간 동안 푸젠성은 중일 전쟁 발발 이후에도 일본과 긴밀한 관계를 유지했다.:60
푸젠성 재임 기간 동안 천이는 푸젠성 원주민과 동남아시아 디아스포라 간의 복잡한 민족 및 사회적 유대 관계를 경험했다. 그는 싱가포르를 기반으로 활동하는 저명하고 영향력 있는 사업가이자 자선가인 푸젠성 출신 지도자 탄카키와 갈등을 겪었다. 싱가포르는 호키엔어를 사용하는 화교 커뮤니티가 주를 이루는 영국 식민지였다. 이 갈등의 결과로 천이는 영향력 있는 탄카키가 제기한 부적절한 행정 비난을 방어하기 위해 상당한 노력과 정치적 자본을 쏟아부어야 했다.:252
성장으로서 그는 국영 독점 기업 설립에 기반을 둔 "필요한 국가 사회주의"라는 경제 정책을 추진했다.:60

## 천이와 대만

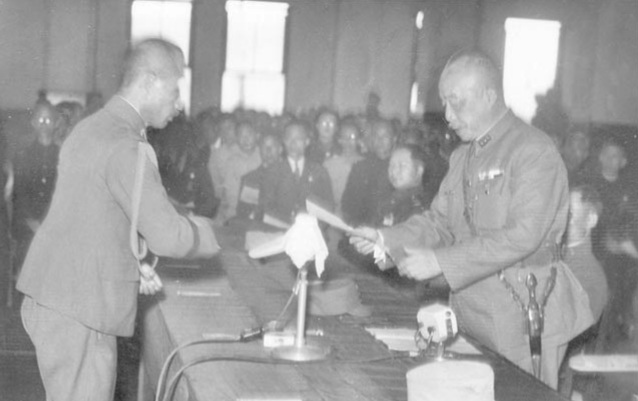
타이베이시청에서 안도 리키치(왼쪽), 마지막 대만 총독이 서명한 명령 제1호를 수락하는 천이(오른쪽).

1935년, 천이는 장제스의 지시로 대만에 파견되어 대만 행정 시작 40주년 기념 박람회에 참석했다. 이 박람회는 일본의 대만 점령 시기 대만의 근대화 과정 성과에 대한 보고서 역할을 했다. 대만 체류 기간 동안 그는 현대적인 공공 시설과 강력한 경제 발전을 칭찬했다. 천이는 장기적인 전쟁으로 인한 파괴와 추가적인 근대화 부족으로 고통받던 중국 본토인들과 비교하여 대만인들이 누리는 선진적인 삶의 질에 대한 부러움을 공개적으로 표현했다. 그가 푸젠성으로 돌아간 후, 그는 장제스에게 자신의 방문에 대한 보고서를 제출했다. 일본과 대만에서의 경험을 바탕으로, 천이는 일본이 대만 주권을 포기한 후 장제스의 마음속에 대만 총독의 첫 번째 후보가 되었다.
더글러스 맥아더의 일반 명령 제1호 승인에 따라, 천이는 조지 H. 커의 호위를 받으며 중국 대표로서 일본 정부의 항복을 받기 위해 대만으로 향했다. 1945년 10월 25일, 연합국 대표단과 함께 천이는 타이베이시청(현 중산당)에서 대만 총독 안도 리키치 장군과 항복 문서에 서명했다. 천이는 그 날을 대만광복절로 선포했으나, 일본이 1952년까지 어떤 조약에서도 대만을 할양하지 않았기 때문에 법적으로 논란의 여지가 있었다. 일반적으로 반공적이고 국민당을 지지하던 대만 원주민들은 환영했으며, 그들의 수출품이 이제 일본이 아닌 중국을 돕는 데 사용될 수 있다고 믿었다.:923–924 지역 엘리트들은 중국 국민당을 대신하여 홍보 자료를 배포하는 것을 돕기 위해 "국민정부 환영 준비위원회"를 설립했다.

### 찬사와 비판
천이는 업무에 대한 헌신, 검소함, 그리고 청렴성으로 찬사를 받았다.:78 그러나 그는 부패한 부하들에 대한 지지, 그리고 일부 정책에서 유연성 없는 완고함으로 비판받았다. 일본어에 능통했음에도 불구하고, 그는 대만의 식민지 언어를 버리고 새로운 민족어를 선호해야 한다고 믿었기 때문에 만다린어를 구사할 수 없는 많은 대만 현지 엘리트들과 소통하기 위해 일본어를 사용하기를 거부했다. 피지배자들과 쉽게 소통할 수 없었고, 놀랍게도 자신의 관공서를 떠나 통치하는 대만 사회와 교류하려는 노력을 거의 기울이지 않아 전후 통치 첫 해 이후 섬에서 고조되는 불안을 감지하기 어려웠다.:79–80
천이는 이후 대만 행정 관리 부실로 인해 대만 총독직에서 해임되었다. 천이의 정책은 1947년 2·28 사건을 초래했으며, 2·28 사건 이후 발생한 지역 시위에 대한 잔혹한 진압 과정에서 약 5,000명에서 28,000명의 현지인과 비현지인 대만 민간인이 사망했다.

### 천이와 2·28 사건
국민당의 초기 대만 통치 기간 동안, 천이가 이끄는 새 정부의 만연한 부패는 높은 실업률, 광범위한 질병, 심각한 인플레이션을 야기했으며, 이는 결국 광범위한 지역 불만을 초래했다.:924 또한, 1947년 초 발표된 새로운 정책들은 지역 주민들을 더욱 분노하게 만들었다. 1947년 중국 헌법 채택에도 불구하고 직접 선거는 1949년 말까지 연기되었고, 50년 전 일본에 의해 압류되었던 토지와 재산은 토지를 압류당했던 가족들이 아닌 정부와 연줄이 있는 부유한 개인들만 이용할 수 있었으며, 독점 통제는 소수의 정부 관료들에게 집중되었다.:925 본토에서 온 신규 이민자들의 카펫배거 혐의와 사회 및 정부 서비스의 붕괴 또한 긴장을 고조시키는 역할을 했다. 상하이 신문인 원회보가 언급했듯이, 천이는 "호텔에서 오물 처리 사업까지" 모든 것을 운영했다. 대만인들은 오랫동안 잃어버렸던 한족의 아들들이 아니라 식민지 의붓자식처럼 느껴졌다.
2월 27일 한 과부가 구타당해 사망하면서 촉발된 2·28 사건 이후 반국민당 폭동이 일어났다. 타이완 전매총국 요원들이 담배 밀매를 단속하는 과정에서 과부를 구타하여 사망에 이르게 했다. 분노한 구경꾼들이 요원들을 쫓아내자, 그들은 도망치면서 군중에게 무차별 총격을 가하여 한 명을 살해했다.:926  2월 28일, 과부 살해범들에 대한 정의를 요구하는 평화 시위가 열렸다. 시위대는 전매총국 본부로 행진한 후 총독부로 이동했고, 그곳에서 네 명이 아무런 경고 없이 기관총에 맞아 사망했다.:926 이로 인해 발생한 폭동으로 총독은 타이베이의 정부 기관을 바리케이드로 막고 2월 28일 계엄령을 선포했다.:927 폭동은 며칠 동안 대만 전역으로 확산되었다. 타이베이에서는 시민 지도자들이 "2·28 사건 처리 위원회"를 결성하여 총독과 만나 시위의 여파를 줄이기 위해 계엄령 해제를 긴급히 요청했다. 천이는 3월 2일부터 계엄령을 해제하는 데 동의했다.:927
천이는 3월 2일 자정 라디오 연설을 통해 대만 원주민에 대한 사랑을 선포하며 3월 10일까지 위원회와 만날 것을 제안했다. 위원회는 또한 자신의 행정부를 개혁하기 위한 제안을 작성하는 책임도 지게 되었다. 연설 중에도 군대와 경찰은 미국 영사관 직원들이 목격한 여러 사건에서 비무장 민간인에게 계속 총격을 가하여 약 30명을 살해했다.:927 라디오 연설 이후, 천이는 3월 3일 저녁까지 정부군을 철수시키겠다고 약속했고, 주로 위원회 산하의 학생들로 구성된 "충성 봉사단"이 거리를 순찰하며 질서를 유지했다.:928  3월 7일 제출된 위원회의 권고안은 대만의 지위를 식민지에서 중국의 성으로 격상시키고 대만 원주민에게 자체 통치에서 더 큰 역할을 부여하려는 의도였으며,:933–935 천이도 이미 대부분 동의했다.
그동안 천이는 비밀리에 푸젠성에서 대만 반군을 진압하기 위한 병력 배치를 요청했으며, 위원회는 병력이 도착할 시간을 벌기 위한 속임수였다. 3월 8일, 현지 병력은 기관총 사격으로 지룽시와 타이베이의 거리를 정리하여 제21사단 소속 경찰과 병력 8천~1만 명이 상륙할 수 있도록 했다.:931 다음 주 동안 1천 명이 넘는 비무장 대만 민간인이 총에 맞아 사망했다. 병사들이 민간인을 약탈하고 약탈하는 모습이 목격되었다.:931 공개적으로 천이는 군사 지원을 요청하지 않았다고 밝혔으며, 이는 바이충시가 장제스에게 보낸 보고서로 뒷받침되었다. 이 보고서 때문에 장제스는 대만 상황에 대한 무지를 주장했으며, 난징시에서 주중 미국 대사 존 레이튼 스튜어트와의 회의에서 군대를 파견하지 않았다고 부인했다. 타이베이 주재 미국 영사가 주도한 스튜어트의 독립 조사는 천이가 실제로 군대를 요청했다고 결론지었으며, 1947년 3월 말까지 국민당 중앙집행위원회는 반란 진압에서 그가 보여준 "무자비한 잔혹성" 때문에 천이를 총독직에서 해임할 것을 권고했다. 스튜어트의 보고서가 1947년 4월 18일 장제스에게 제출된 후, 천이는 웨이 타오밍으로 교체되었다.:923 웨이의 총독직은 천이의 총독직이 가졌던 군사 권한으로부터 특별히 제한되었는데, 이는 천이의 비효율적인 정부에 대한 대응이었다.
천이는 자신이 식별하고 체포할 수 있었던 모든 반군 지도자들을 처형하거나 투옥했으며, 타이베이의 대만 대표단에 따르면 그의 부대는 섬 전역에서 3,000명에서 4,000명 사이의 사람들을 재판하고 처형했다. 핵심적인 결과는 "현대 교육을 받고 행정 경험과 정치적 성숙도를 가진 소수의 지도자들 거의 전부"가 살해되었다는 점이다. 대만 주재 외국인들의 보고서에 따르면, 장제스가 서명한 전단지는 초기의 학살을 피해 도피했던 사람들에게 관용을 약속하고 돌아올 것을 촉구했으며, 그렇게 한 많은 사람들이 투옥되거나 처형되었다. 초기 무차별 살해와 약탈 이후, 군대는 저항을 제거하기 위해 학생, 지식인, 시민 지도자, 이전에 정부 정책에 비판적이었던 사람들, 저명한 사업가 등 '엘리트'를 선별적으로 표적으로 삼았다.:931  사건으로 인한 총 사망자 수는 여전히 논쟁 중이며, 1987년 계엄령 해제 이후 수십 년 동안 정치적 쟁점이 되었다.

## 말년의 경력
타이완성 총독직에서 해임된 후, 천이는 고문으로 일했다. 1948년 6월, 그는 저장성의 성 주석 자리를 맡았다. 11월에는 처형될 예정이던 100여 명의 공산주의자들을 석방했다. 1949년 1월, 천이는 국민당의 입장이 유지될 수 없다고 판단하여, 무의미한 전쟁으로부터 난징-상하이-항저우 지역의 1,800만 주민을 구하기 위해 중국 공산당으로 망명하려 했다. 그는 망명과 더불어 수비 사령관 탕언보를 설득하여 공산당에 항복시키려 했다. 그러나 탕언보는 천이가 자신에게 국민당에 반란을 일으키라고 조언했다고 장제스에게 알렸다. 장제스는 즉시 공산주의자들과의 협력 혐의로 천이의 주석직을 해임했다. 1950년 4월, 천이는 대만으로 호송되어 나중에 지룽시에 수감되었다. 1950년 5월, 간첩 혐의로 장제스는 대만 군사 법원에 천이에게 사형을 선고하도록 명령했다. 같은 해 6월 18일 오후 5시, 그는 타이베이시 마창딩에서 처형되었고 신베이시 우구구에 묻혔다.
2006년 2월 12일, 사오싱시 정치협상회의 위원이 천이의 옛 집을 복원할 것을 제안했는데, 그 집은 목욕탕으로 사용하기 위해 철거된 상태였다.

## 인용문
- "본토 중국인들은 입헌 정부의 특권을 누릴 만큼 발전했지만, 오랜 기간 일본의 독재적 통치로 인해 포르모사(대만)인들은 정치적으로 뒤처져 있었고 지적인 방식으로 자치 정부를 운영할 능력이 없었다." — (1947)[18]
- "일본인들이 이 섬을 지배하는 데 51년이 걸렸다. 나는 사람들이 중국 행정에 더 만족하도록 재교육하는 데 약 5년이 걸릴 것으로 예상한다." — (1947)[19]
- "나는 사기업을 결코 잊지 않았다. 나는 항상 사기업을 재건할 의도였다." — (1947)[20]

## 같이 보기
- 대만의 역사
- 중화민국의 역사
- 2·28 사건

### 참고 문헌
- Lai, Tse-han; Myers, Ramon; Wou, Wei (1991). 《A Tragic Beginning: The Taiwan Uprising of February 28, 1947》. Stanford, California: Stanford University Press. ISBN 0-8047-18296.